# Sea Hags
I Sea Hags furono un gruppo sleaze metal formato a Seattle nel 1985.

## Storia
I Sea Hags vennero fondati a Seattle nel 1985, originariamente composti dal frontman Ron Yocum (voce, chitarra), Chris Schlosshardt (basso) e Lora McFarlane (batteria). Il trio decise presto di trasferirsi a San Francisco, California nella speranza di emergere all'interno della scena hair metal di Hollywood. La McFarlane tuttavia annunciò la dipartita per poi riemergere negli anni novanta nel gruppo alternative rock al femminile Sleater-Kinney, venendo sostituita da Greg Langston. Durante il primo periodo, la formazione suonò da spalla ad importanti band come i Dead Kennedys, Motörhead, i Ramones e i The Cramps, mentre vennero notati da Kirk Hammett, chitarrista dei Metallica, che produsse il loro primo demo, e permise loro di procurarsi un contratto con la major Chrysalis Records nel dicembre 1987. Prima della realizzazione del futuro debutto, la band contribuì con la traccia inedita "Under The Night Stars" alla colonna sonora del film Nightmare IV: Il non risveglio (titolo originale "A Nightmare On Elm Street 4: The Dream Master") del 1988.
Inizialmente fu Ian Astbury dei The Cult ad offrirsi per produrre il loro esordio discografico ma infine venne scelto Mike Clink, che aveva da poco terminato di produrre lo storico Appetite for Destruction dei Guns N' Roses. Il chitarrista Frank Wilsey, fu l'ultimo membro ad essere aggiunto alla formazione nel novembre 1988, proprio poco prima che la band iniziasse a registrare l'album. In aggiunta, Kevin Russell (già notato nell'album Penetrator di Ted Nugent) venne arruolato come chitarrista aggiuntivo in occasione delle sessioni in studio, mentre Langston venne sostituito da Adam Maples. L'omonimo Sea Hags venne pubblicato nel 1989, tuttavia i tour di supporto vennero posticipati a causa dei problemi di Yocom e Schlosshardt con la droga, mentre la label li aiutò a disintossicarsi prima di ingaggiarli per la promozione dell'album. Incarnando il tipico sound del nacente sleaze metal dei fine anni '80, influenzato da tendenze cupe e misteriose derivanti dal nord ovest degli States in un certo senso precursori del grunge, l'album venne ben accolto dalla critica, ma fallì clamorosamente nell'ottenere un rilevante successo commerciale.
La band suonò in Gran Bretagna in tour nel giugno 1989 prima di supportare i Georgia Satellites il mese successivo. Frank Wilsey abbandonò nell'ottobre 1989. Il gruppo si sciolse improvvisamente nel febbraio del 1990, pare a causa dell'abuso di droga dei membri e della scarsa gestione. Dopo lo scioglimento, Adam Maples sostituì per un breve periodo Steven Adler nei Guns N' Roses nel 1990, prima che Matt Sorum, uscente dai Johnny Crash, subentrasse nella band come batterista stabile. I Sea Hags si sciolsero ufficialmente quando Chris Schlosshardt morì di overdose il 1º febbraio 1991. Frank Wilsey cambiò il suo cognome in Wilcox (e poi Wilsex) ed entrò nella band dell'ex-cantante dei Ratt Stephen Pearcy chiamata Arcade (dove militava anche il batterista dei Cinderella Fred Coury) e successivamente nei Nitronic.

## Formazione

### Ultima
- Ron Yocom - voce, chitarra
- Frank Wilsey - chitarra
- Chris Schlosshardt - basso (R.I.P.)
- Adam Maples - batteria

### Ex componenti
- Lora McFarlane - batteria
- Greg Langston - batteria

## Discografia
- 1989 - Sea Hags

### Partecipazioni
- 1988 - Colonna sonora - Nightmare IV: Il non risveglio